# Badolato
Badolato község (comune) Olaszország Calabria régiójában, Catanzaro megyében.

## Fekvése
A Jón-tenger partja és a Monte San Nicola (1266 m) közé ékelődik. Határai: Brognaturo, Isca sullo Ionio, San Sostene és Santa Caterina dello Ionio.

## Története
A várost a 13. században alapították. A középkor során catanzarói nemesi családok birtoka volt. A 19. század elején vált önálló községgé, amikor a Nápolyi Királyságban felszámolták a feudalizmust.

## Népessége
A népesség számának alakulása:

## Főbb látnivalói
- Sant’Isidoro-templom - épült a 17. században
- San Francesco di Paola-templom - épült a 18. században